# الظهور (قرية)
الظهور هي إحدى القرى الواقعة تحت السيادة السورية, التابعة لمركز خان أرنبة التابع لمحافظة القنيطرة في هضبة الجولان بجنوب غرب سوريا.